# Campylopus milleri
Campylopus milleri är en bladmossart som beskrevs av Ferdinand François Gabriel Renauld och Jules Cardot 1905. Campylopus milleri ingår i släktet nervmossor, och familjen Dicranaceae. Inga underarter finns listade i Catalogue of Life.